# Euryphrissa cladiiformis
Euryphrissa cladiiformis is een vlinder uit de familie wespvlinders (Sesiidae), onderfamilie Sesiinae.
Euryphrissa cladiiformis is voor het eerst wetenschappelijk beschreven door Walker in 1856. De soort komt voor in het Neotropisch gebied.